# Premis Phoenix Film Critics Society
Els Premis Phoenix Film Critics Society (PFCs) són lliurats des del 2000 per l'organització nord-americana del mateix nom, amb seu a Phoenix (Arizona).
Està formada per crítics de pel·lícules que al desembre de cada any, voten per l'entrega dels premis. La pel·lícula que més premis ha aconseguit ha estat El senyor dels anells: El retorn del reique l'any 2003 en va reunir un total de vuit: "Millor director", "Millor adaptació", "Millor partitura original", "Millor disseny de producció", "Millor cinematografia", "Millors efectes visuals", "Millor muntatge" i "Millors fotografia".

## Categories
- Millor pel·lícula
- Millor director
- Millor actor
- Millor actriu
- Millor actor secundari
- Millor actriu secundària
- Millor jove actor
- Millor jove actriu
- Millor repartiment
- Millor esperança davant la càmera
- Millor esperança darrere de la càmera
- Millor guió original
- Millor guió adaptat
- Millors decorats
- Millor vestuari
- Millor fotografia
- Millor muntatge
- Millors efectes visuals
- Millor cançó original
- Millor música
- Millor pel·lícula en llengua estrangera
- Millor pel·lícula d'animació
- Millor documental
- Millor pel·lícula de família
- Millor pel·lícula que ha passat desapercebuda